# (1978) Patrice
(1978) Patrice (aussi nommé 1971 LD) est un astéroïde de la ceinture principale, découvert le 13 juin 1971 à l'Observatoire de Perth, en Australie.
Il a été nommé en hommage à la fille de Dennis Harwood, membre de l'équipe d'astronomes de l'observatoire de Perth.